# Saint-Jean-sur-Veyle
Saint-Jean-sur-Veyle is een gemeente in het Franse departement Ain (regio Auvergne-Rhône-Alpes).  De plaats maakt deel uit van het arrondissement Bourg-en-Bresse. Saint-Jean-sur-Veyle telde op 1 januari 2022 1.154 inwoners.

## Geografie
De oppervlakte van Saint-Jean-sur-Veyle bedroeg op 1 januari 2022 11,21 vierkante kilometer; de bevolkingsdichtheid was toen 102,9 inwoners per km². In de gemeente ligt het gesloten spoorwegstation Saint-Jean-sur-Veyle.
De onderstaande kaart toont de ligging van Saint-Jean-sur-Veyle met de belangrijkste infrastructuur en aangrenzende gemeenten.

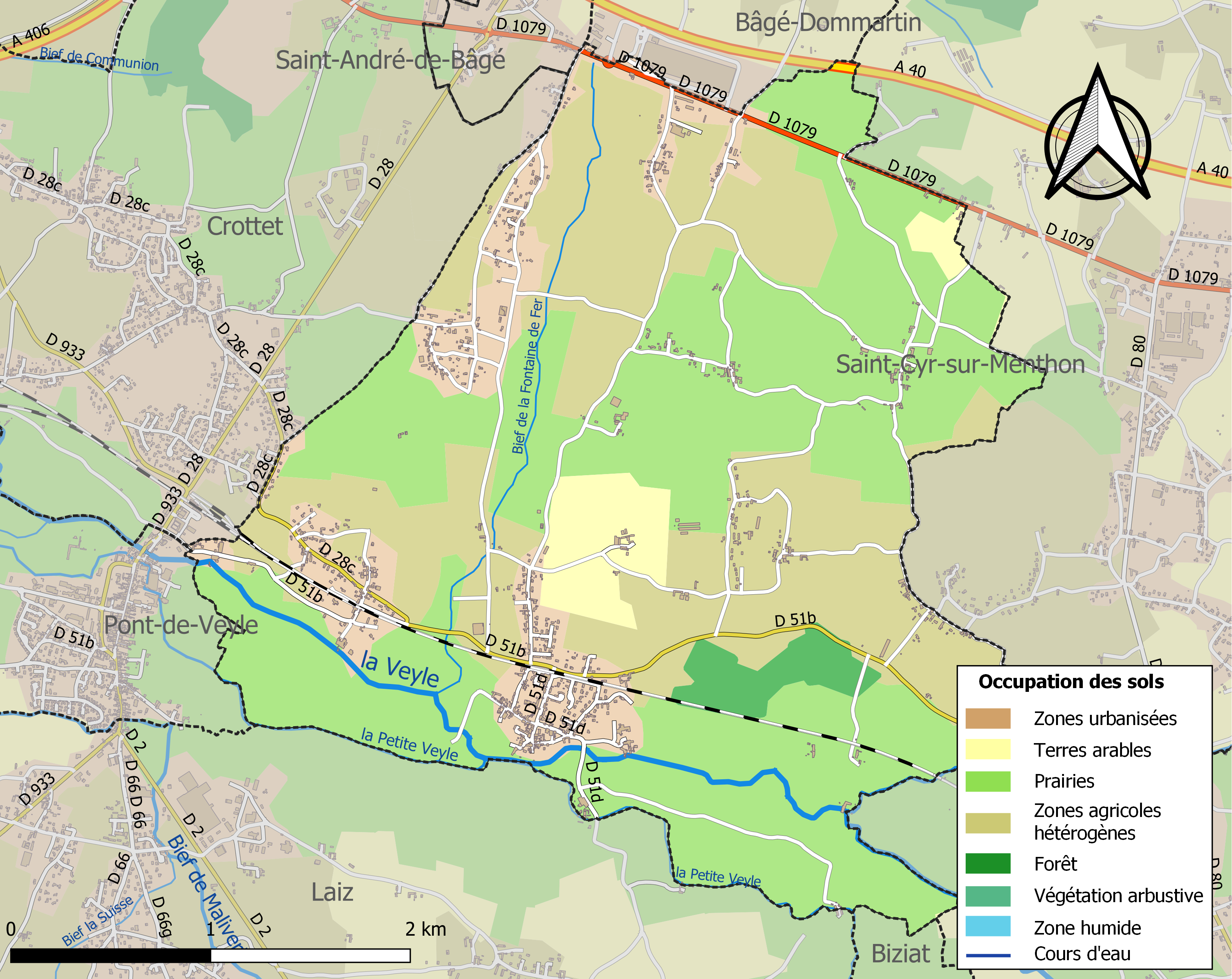

## Demografie
Onderstaande figuur toont het verloop van het inwonertal (bron: INSEE-tellingen).

Vanwege een beveiligingsprobleem met de MediaWiki Graph-software is het momenteel niet mogelijk deze grafiek weer te geven. Zodra de software is bijgewerkt zal de grafiek vanzelf weer zichtbaar worden.